# Río Verde (Arizona)
El río Verde (en inglés: Verde River, con el nombre en español) es un río que discurre por el estado de Arizona, en los Estados Unidos de América, el principal tributario de la cuenca norte y noroeste del río Salado, que luego desemboca en el río Gila muy cerca de Phoenix. Con una longitud de aproximadamente 273 kilómetros (314 km con sus fuentes), su caudal es de aproximadante 19 m³/s en las dos bocas con el río Salado, lo que lo convierte en uno de los mayores ríos perennes del estado de Arizona.

## Descripción
La cabecera del río Verde inicia justo debajo de la represa que recoge las aguas del arroyo de Big Chino y del arroyo del Williamson Valley que se combinan para formar el lago Sullivan en el condado de Yavapai en Arizona. Este evento solo ocurre cuando las precipitaciones son abundantes. El río Verde fluye libremente a través de unos 200 kmde tierras privadas, estatales, tribales y del Servicio Forestal de los Estados Unidos de América, principalmente por el Bosque nacional del Tonto para encontrarse en su camino con la primera presa, la presa de Bartlett,  que le convierte en el lago Horseshoe (Arizona) (lago Herradura). El río Verde y el río Salado confluyen cerca de las lomas Fountain. Las ciudades de Campo Verde, Clarkdale y Cottonwood se ubican en las márgenes del río y constituyen los principales centros poblacionales.
En 1984 el congreso de los Estados Unidos designó unos 100 km del Verde como sitio Escénico y Salvaje a través del programa de ríos salvajes y paisajismo nacional.
En 1987 un estrecho de 10 km del río fueron identificados por el estado de Arizona como un recurso natural en estado crítico que necesita de una buena administración y protección. Está sección del río Verde, ubicado entre el pueblo de Clarkdale (cerca del monumento Nacional de Tuzigoot) y el puente de la ruta estatal de Bridgeport pasaron a formar parte del Sistema de Parques del Estado de Arizona. El parque se constituye de unos 2.7 km² se conoce actualmente como el «Área Natural de Vía Verde del Río Verde».
El ferrocarril del Cañón Verde opera un ferrocarril turístico a lo largo del Cañón del río Verde al norte y oeste de Clarkdale.